# Theater Publiek
Theater Publiek (voordien Musical van Vlaanderen) is een Vlaams musicalproducent onder leiding van Stanny Crets.

## Ontstaansgeschiedenis
De musicalproducent werd opgericht onder de naam Musical van Vlaanderen onder leiding van Geert Allaert.
In 2013 neemt Stanny Crets, na veel furore rond vermeende belangenvermenging, het artistiek directeurschap over van Geert Allaert. Stanny Crets was vooraf reeds actief als musical regisseur voor Musical van Vlaanderen in opdracht van Geert Allaert met producties zoals Assepoester. Met deze wissel in leiderschap nam musicalproducent ook een andere artistieke koers aan en heette voortaan Theater Publiek.
In 2014 stopt de organisatie met het produceren van Musiscals wegens gebrek aan subsidies.

## Producties
- 2008-2009: Elisabeth, de musical
- 2009-2010: Notre Dame de Paris
- 2009-2010: Chicago
- 2010-2011: Spamalot

- 2010-2011: Dans der Vampieren
- 2010-2011: Tell me on a sunday
- 2010-2011: Oliver!
- 2011-2012: Margauerite S.

- 2011-2012: De producers
- 2011-2012: Fiddler on the roof
- 2013-2014: Assepoester, het tamelijk ware verhaal
- 2013-2014: Mucallabo - De Maagd van Orléans
- 2013-2014: Musicallabo - De Donder Rolt